# دوري أبطال إفريقيا 2014 – مرحلة خروج المغلوب
لعبت مرحلة خروج المغلوب من دوري أبطال أفريقيا 2014 في الفترة بين 20 سبتمبر و1 نوفمبر 2014. تنافست الفرق الأربعة المتأهلة من دور المجموعات.

## الفرق المتنافسة
تأهل صاحبا المركزين الأول والثاني من مجموعتي مرحلة المجموعات إلى مرحلة خروج المغلوب.
| المجموعة | الأول         | الثاني    |
| -------- | ------------- | --------- |
| أ        | تي بي مازيمبي | فيتا كلوب |
| ب        | الصفاقسي      | وفاق سطيف |

## التوزيع
يتنافس كل فريقين في مباراتي ذهاب وإياب. إذا تعادل الفريقان في مجموع المباراتين بعد انتهاء المباراة الثانية، يتم تطبيق قاعدة الأهداف خارج الديار، إذا استمر التعادل يلعب الفريقان ركلات جزاء ترجيحية مباشرةً دون لعب وقت إضافي.

## المواعيد
مواعيد كل دور كما يلي:
| الدور       | الذهاب            | الإياب                  |
| ----------- | ----------------- | ----------------------- |
| نصف النهائي | 19–21 سبتمبر 2014 | 26–28 سبتمبر 2014       |
| النهائي     | 24–26 أكتوبر 2014 | 31 أكتوبر–2 نوفمبر 2014 |

## نصف النهائي
في الدور نصف النهائي، واجه صاحب المركز الأول في المجموعة أ مع صاحب المركز الثاني في المجموعة ب، وصاحب المركز الأول في المجموعة ب مع صاحب المركز الثاني في المجموعة أ، بحيث يكون الفريق صاحب المركز الأول هو صاحب الأرض في المباراة الثانية (مباراة الإياب).
| الفريق الأول | إجم.      | الفريق الثاني | مباراة الذهاب | مباراة الإياب |
| ------------ | --------- | ------------- | ------------- | ------------- |
| وفاق سطيف    | 4–4 (خ د) | تي بي مازيمبي | 2–1           | 2–3           |
| فيتا كلوب    | 4–2       | الصفاقسي      | 2–1           | 2–1           |

| وفاق سطيف                             | 2–1   | تي بي مازيمبي                       |
| ------------------------------------- | ----- | ----------------------------------- |
| سفيان يونس 55' · عبد المالك زياية 89' | تقرير | سعيد خير الدين عروسي 52' (في مرماه) |

| تي بي مازيمبي                                                | 3–2   | وفاق سطيف                            |
| ------------------------------------------------------------ | ----- | ------------------------------------ |
| دانيل ني أدجي 21' · ساليف كوليبالي 38' · جوناثان بولينغي 53' | تقرير | عبد المالك زياية 9' · سفيان يونس 75' |

بعد التعادل 4–4، تأهل وفاق سطيف وفق قاعدة الأهداف خارج الديار للنهائي.
| فيتا كلوب                                      | 2–1   | الصفاقسي      |
| ---------------------------------------------- | ----- | ------------- |
| فيرمين ندومبي موبيلي 37' · هيريتيي لوفومبو 54' | تقرير | علي معلول 69' |

| النادي الرياضي الصفاقسي | 1–2   | نادي فيتا الرياضي                    |
| ----------------------- | ----- | ------------------------------------ |
| زياد ديربالي 26'        | تقرير | إيسوفو دايو 45+1' · يونس سينتامو 55' |

فاز نادي فيتا الرياضي 4–2 في مجموع المباراتين وتأهل للنهائي.

## النهائي
تحدد ترتيب صاحب الأرض في المباراتين بقرعة تمت يوم 29 أبريل 2014، 11:00 ت ع م+02:00 في مقر الاتحاد الأفريقي لكرة القدم في القاهرة، مصر.
| الفريق الأول | إجم.      | الفريق الثاني | مباراة الذهاب | مباراة الإياب |
| ------------ | --------- | ------------- | ------------- | ------------- |
| فيتا كلوب    | 3–3 (خ د) | وفاق سطيف     | 2–2           | 1–1           |

| فيتا كلوب                              | 2–2   | وفاق سطيف                                            |
| -------------------------------------- | ----- | ---------------------------------------------------- |
| شيكيتو ليما مابيدي 45+3' (ر.جزاء)، 77' | تقرير | فيرمين ندومبي موبيلي 17' (في مرماه) · أكرم جحنيط 57' |

| وفاق سطيف      | 1–1   | فيتا كلوب              |
| -------------- | ----- | ---------------------- |
| سفيان يونس 50' | تقرير | شيكيتو ليما مابيدي 54' |

بعد التعادل 3–3 في مجموع المباراتين، فاز وفاق سطيف بالبطولة وفقًا لقاعدة الأهداف خارج الديار.

## روابط خارجية
- دوري أبطال أفريقيا 2014, CAFonline.com
- دوري أبطال أفريقيا 2014، كووورة.كوم